# Sustav domovinske sigurnosti
Sustav domovinske sigurnosti je sustav koji čine resursi unutarnjih poslova, obrane, sigurnosno-obavještajnog sustava, civilne zaštite, vatrogastva, službe vanjskih poslova te drugih tijela koja organizirano i koordinirano obavljaju poslove i zadaće prepoznavanja, procjene, smanjenja i/ili uklanjanja sigurnosnih rizika od važnosti za nacionalnu sigurnost Republike Hrvatske.
Sustav čine
- središnja tijela državne uprave nadležna za unutarnje poslove, obranu, vanjske poslove, civilnu zaštitu, zaštitu okoliša, zdravstvo, financije i pravosuđe, uključujući i tijela iz njihova djelokruga te tijela sigurnosno-obavještajnog sustava Republike Hrvatske.
- središnja tijela državne uprave koja u svojem djelokrugu imaju kritične infrastrukture, uključujući i tijela iz njihova djelokruga koja sudjeluju ili mogu sudjelovati u aktivnostima procesa upravljanja sigurnosnim rizicima
- druga središnja tijela državne uprave.
- Odlukom Vlade RH, u okviru sustava domovinske sigurnosti mogu biti angažirane pravne osobe posebno važne za obranu, za zaštitu i spašavanje (Hrvatska vatrogasna zajednica,  Hrvatski Crveni križ, Hrvatska gorska služba spašavanja i dr.), udruge proizašle iz Domovinskoga rata, udruge građana, kao i druge pravne osobe koje zbog svojih sposobnosti mogu biti potpora sustavu domovinske sigurnosti u provedbi aktivnosti i zadaća upravljanja sigurnosnim rizicima i u kriznim situacijama od važnosti za nacionalnu sigurnost. U okviru sustava domovinske sigurnosti mogu biti angažirane i jedinice lokalne (općine i gradovi[2]) i područne (regionalne) samouprave (županije; zakonom se glavnom gradu Zagrebu može utvrditi položaj županije[2]).

Središnje tijelo sustava domovinske sigurnosti je Vijeće za nacionalnu sigurnost. Međuresorno tijelo nadležno za usklađivanje i koordiniranje rada sustava domovinske sigurnosti je Koordinacija za sustav domovinske sigurnosti, a administrativnu potporu joj čini Ured Vijeća za nacionalnu sigurnost.